# Asthenochrysa viridula
Asthenochrysa viridula là một loài côn trùng trong họ Chrysopidae thuộc bộ Neuroptera. Loài này được Adams miêu tả năm 1978.